# X/1882 K1 (Tewfik)

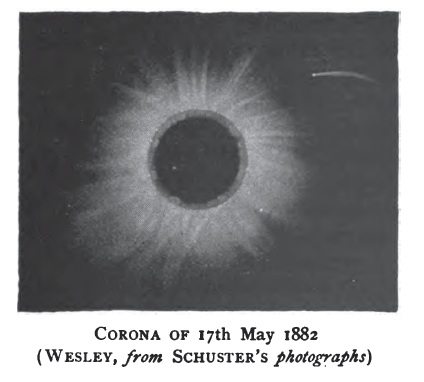
Eclipse solar del 17 de mayo de 1882.

X/1882 K1 (Tewfik), también llamado Cometa del eclipse de 1882, fue un cometa descubierto mientras se observaba el eclipse solar del 17 de mayo de 1882 en Sohag, Egipto. Los astrónomos desplazados a Egipto decidieron nombrarlo Twefik en honor del Jedive de Egipto en ese momento, Tewfik Pasha. Se le considera un miembro de los cometas heliorasantes de Kreutz.

## Historia observacional
Con el fin de observar la fase de totalidad del eclipse solar del 17 de mayo de 1882, numerosos astrónomos de diferentes observatorios europeos se trasladaron a la localidad egipcia de Sohag, muy próxima a la línea central del totalidad del mismo. Durante la fase de totalidad, que duró aproximadamente 72 segundos, pudo apreciarse a simple vista y a una distancia del Sol, en ese momento oscurecido por la Luna, de un diámetro solar, presentando una coma igualmente de un diámetro solar. El astrónomo Heinrich Kreutz calculó que el cometa había sido observado a apenas 5 horas de su paso por el perihelio. En diferentes placas fotográficas que se tomaron durante el eclipse se pudo apreciar que el cometa había cambiado de posición durante el  mismo sin poder precisar si se debía a su movimiento propio o a otra causa. Kreutz calculó además que las posiciones observadas del cometa estaban en un rango de apenas 0,07° de la órbita calculada para el cometa C/1843 D1, lo que sugiere una identidad con él.